# エラズー県
エラズー県（エラズーけん、トルコ語: Elâzığ ili、ザザキ語: Suke Xarpêt、クルド語: Parêzgeha Xarpêtê）は、トルコ、東アナトリアの県。県都はエラズー。この県はユーフラテス川の水源を含んでいる。また、人口は2006年統計で59.5万人であり、2000年の57万人、1990年の50万人から急スピードで増加している。県域のおおよそ10%は自然湖である。
北にトゥンジェリ、東にビンギョル、南にディヤルバクル、西にマラティヤの各県と接している。

## 下位自治体
エラズー県には11の自治体がある。
- エラズー（Elazığ）
- アウン（Ağın）
- アラジャカヤ（Alacakaya）
- アルジャク（Arıcak）
- バスキル（Baskil）
- カラコチャン（Karakoçan）
- ケバン（Keban）
- コヴァンジュラル（Kovancılar）
- マデン（Maden）
- パル（Palu）
- スィヴリジェ（Sivrice）